# Asnoldo Devonish
Asnoldo Vicente Devonish Romero (Maracaibo, 15 giugno 1932 – Caracas, 1º gennaio 1997) è stato un triplista e lunghista venezuelano.

## Palmarès

### Olimpiadi
- Bronzo a Helsinki 1952 nel salto triplo.

### Giochi panamericani
- Argento a Città del Messico 1955 nel salto triplo.

### Giochi bolivariani
- Oro a Caracas 1951 nel salto in lungo.
- Oro a Caracas 1951 nel salto triplo.
- Oro a Barranquilla 1961 nel salto triplo.